# 尤里·维克托罗维奇·库兹涅佐夫
尤里·维克托罗维奇·库兹涅佐夫（俄语：Юрий Викторович Кузнецов，1946年8月24日—2020年1月24日），苏联及俄罗斯军事人物，苏联英雄，少将军衔。

## 生平
1946年8月24日出生于苏联博尔贾。1964年8月入伍。1968年从远东高等联合兵种指挥学校毕业后，在第217近卫空降团服役，驻扎在乌克兰苏维埃社会主义共和国博爾赫拉德。1970年加入苏联共产党。期间历任排长、副连长、连长、营长。1977年进入伏龙芝军事学院深造。1980年毕业后，调至第345独立近卫空降团，任副团长。同年被派往阿富汗，参加苏联－阿富汗战争。1981年3月至1982年6月，担任团长。1982年7月5日获得苏联英雄称号。1982年9月回国后，任第106近卫空降师副师长。1984年，调任中亚军区第8摩托化步兵师师长。1989年从苏联总参军事学院毕业后，调任第35联合兵种集团军第一副司令。苏联解体后，仍留在俄罗斯武装部队服役。1993年至2002年，任远东高等联合兵种指挥学校校长。2002年10月，退役。2020年1月24日，在布拉戈维申斯克逝世。